# Iwan Simonis
Pour les articles homonymes, voir Simonis.
Iwan Simonis est une société belge spécialisée dans la fabrication de draps de billard, fondée en 1680 à Verviers,,,.

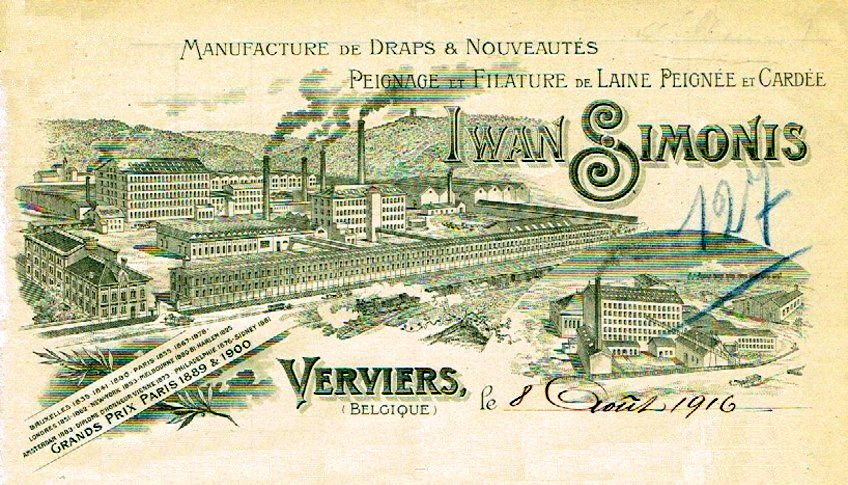
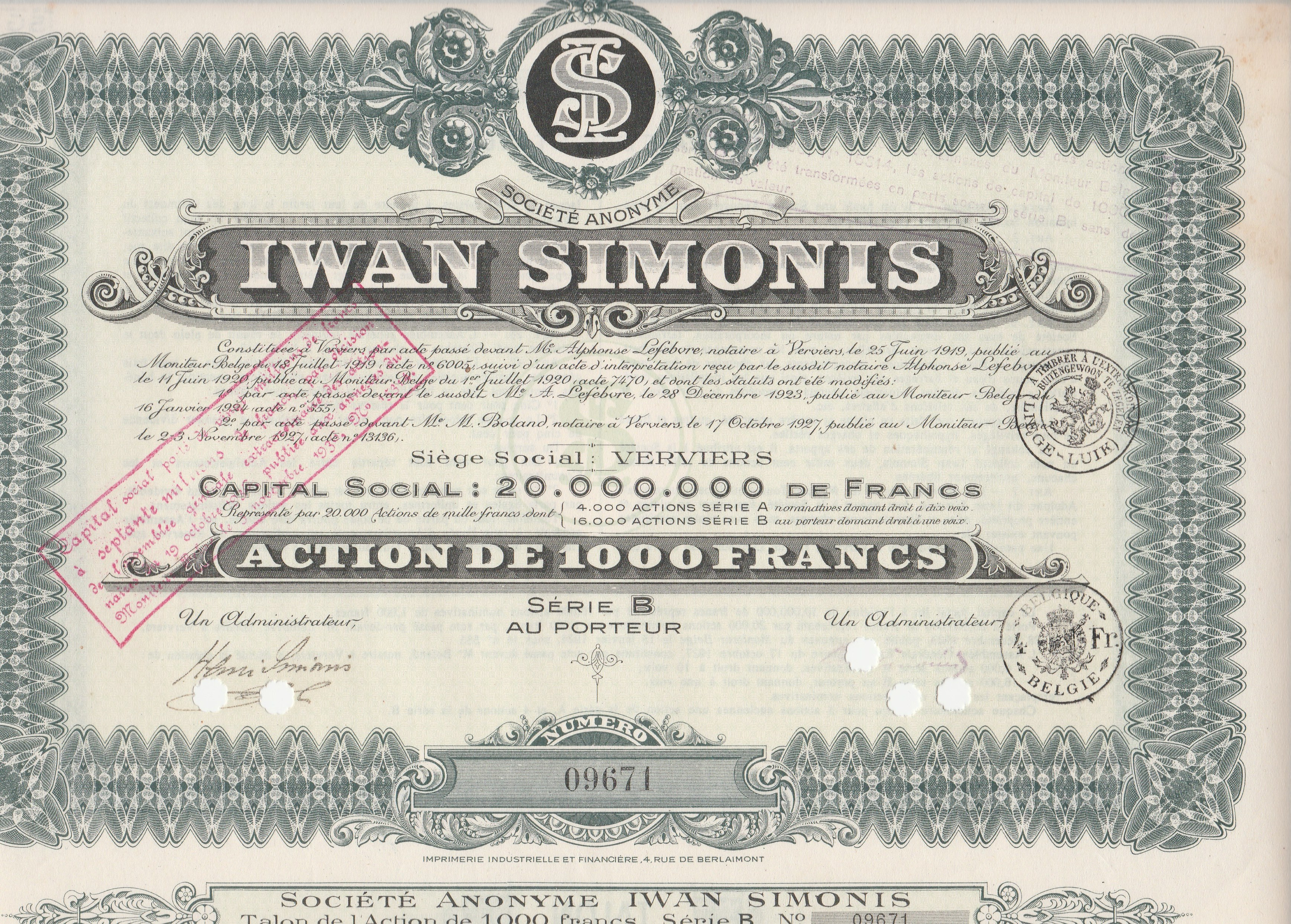